# AKBINGO!
『AKBINGO!』（エーケービンゴ）は、日本テレビとその系列局などで放送されていたバラエティ番組。2008年（平成20年）10月2日（10月1日深夜）から2019年（令和元年）9月25日（9月24日深夜）まで約11年にわたって放送された。全555回。
2021年3月31日（3月30日深夜）に『AKBINGO!NEO』（エーケービンゴネオ）として復活し、BS日テレで不定期に放送されている。

## 概要
AKB48地上波レギュラー冠番組。『AKB0じ59ふん!』の放送曜日変更・放送時間帯の30分繰り上げにより、木曜0時29分スタートの番組として誕生した（曜日変更に伴い前番組が終了して2日後に当番組が開始）。引き続きメンバーがさまざまな試練にチャレンジし、エンディングでは楽曲の披露もある。2018年1月24日放送分で前々番組である『AKB1じ59ふん!』の第1回放送から番組開始10周年を迎えた。
『AKB1じ59ふん!』『AKB0じ59ふん!』ともに関東ローカルでの放送だったが、SKE48の結成をきっかけに中京テレビでも番組開始当初から放送されており、2010年10月からはネット局が大幅に拡大している（後述）。
タイトルロゴは、「B」のみ他の文字に比べフォントサイズが大きく、「AK」が「B」の上端ライン、「INGO!」が「B」の下端ラインに合わせて記載されている。番組ロゴやテロップに登場する番組キャラクターは「AKBEAR」（エーケーベアー）。
2012年4月の改編で日本テレビでの放送時間は30分繰り下がり、『0じ59ふん!』時代と同じ0時59分スタートとなった。
2016年6月8日（7日深夜）放送で、番組開始からMCであったバッドボーイズが番組卒業を発表。同年6月29日（28日深夜）放送からウーマンラッシュアワーが2代目MCとして出演。
関東地区では、2012年7月26日（25日深夜）から2014年3月26日（25日深夜）まで予告番組『もうすぐAKBINGO!』が放送されていた。
2019年8月21日（20日深夜）の放送内で、MCのウーマンラッシュアワー・村本大輔により、同年9月いっぱいで番組放送終了となることが発表された。
そして、2019年9月25日（24日深夜）放送分をもって『AKB1じ59ふん!』から通算11年8か月・全591回の歴史に幕を閉じた。
2021年3月31日（30日深夜）にスマートホンのゲームアプリ『AKB48のどっぽーん!ひとりじめ!』とのコラボ企画によりBS日テレで『AKBINGO!NEO』として一夜限りの復活として放送されたが、その番組内で第2回の放送が発表され、その後不定期に放送されている。

## 他番組とのコラボレーション
2009年1月の放送ではフジテレビ『アイドリング!!!』とのコラボレーションが実現。アイドリング!!!メンバーと番組企画で対決した。番組収録後には、『アイドリング!!!』の企画「イーソーシリトリ!!!」対決が日本テレビ内で収録され、『アイドリング!!!』の地上波特番「倍ングSP」（2008年12月28日2時40分 - 3時40分、フジテレビ）で放送された。2014年4月30日 - 5月14日の放送では同局制作のバラエティ番組『NOGIBINGO!』とのコラボレーションが実現。公式ライバルグループ・乃木坂46メンバーと番組企画で対決した。

## 出演者

### MC
- バッドボーイズ[注釈 3]（佐田正樹・大溝清人[注釈 4]）（2008年10月2日 - 2016年6月22日）
- ウーマンラッシュアワー（村本大輔・中川パラダイス）（2016年6月29日 - 2019年9月25日）[5][6][11]
- オードリー（若林正恭・春日俊彰）（2017年6月28日）[12][13]

### AKB48グループメンバー
2019年9月25日現在（番組終了時点）
現メンバー
太字は、番組公式サイトのトップで画像が使用されているメンバー。兼任者は、兼任前からの所属グループ・チームに記載している。
- AKB48[14][15][16][17][18][19][20][21][22][23][24][25][26][27]
  - チームA：入山杏奈、加藤玲奈、佐藤美波、篠崎彩奈、鈴木くるみ、田口愛佳、千葉恵里、西川怜、前田彩佳、道枝咲、宮崎美穂、向井地美音、山根涼羽、横山由依
  - チームK：市川愛美、込山榛香、下口ひなな、長友彩海、峯岸みなみ、武藤小麟、武藤十夢、茂木忍、安田叶、矢作萌夏、湯本亜美
  - チームB：岩立沙穂、大盛真歩、大家志津香、柏木由紀、北澤早紀、久保怜音、齋藤陽菜、佐々木優佳里、田北香世子、谷口めぐ、中西智代梨、樋渡結依、福岡聖菜、山邊歩夢
  - チーム4：浅井七海、稲垣香織、大森美優、岡田奈々、川本紗矢、黒須遥香、佐藤妃星、多田京加、達家真姫宝、馬嘉伶、村山彩希、山内瑞葵
  - チーム8：歌田初夏、太田奈緒、大西桃香、岡部麟、小栗有以、小田えりな、川原美咲、行天優莉奈、倉野尾成美、坂口渚沙、佐藤七海、下尾みう、清水麻璃亜、高岡薫、髙橋彩香、髙橋彩音、寺田美咲、永野芹佳、服部有菜、濵咲友菜、左伴彩佳、本田仁美、宮里莉羅、山田杏華、山本瑠香、横山結衣、吉川七瀬、立仙愛理
  - 研究生：本間麻衣
  - ドラフト研究生：石綿星南、佐藤詩識、末永祐月、古川夏凪、本田そら、吉橋柚花
- SKE48[16][28][29][30][31][32]
  - チームS：北川綾巴、松井珠理奈、山内鈴蘭
  - チームKII：荒井優希、江籠裕奈、大場美奈、北野瑠華、惣田紗莉渚、高柳明音、竹内彩姫、日高優月、古畑奈和
  - チームE：鎌田菜月、熊崎晴香、後藤楽々、斉藤真木子、末永桜花、菅原茉椰、須田亜香里、谷真理佳、福士奈央
- NMB48[31][32]
  - チームN：石田優美、太田夢莉、吉田朱里
  - チームM：石塚朱莉、渋谷凪咲、白間美瑠
  - チームBII：梅山恋和、加藤夕夏、小嶋花梨、山本彩加
- HKT48[24][30][31]
  - チームH：秋吉優花、神志那結衣、坂口理子、田島芽瑠、田中菜津美、田中美久、松岡菜摘、矢吹奈子、渡部愛加里
  - チームKIV：熊沢世莉奈、下野由貴、朝長美桜、渕上舞、宮脇咲良、村重杏奈、本村碧唯、森保まどか
  - チームTII：今村麻莉愛、小田彩加、栗原紗英、松岡はな、松本日向、村川緋杏
- NGT48[32]
  - 一期生：荻野由佳、小熊倫実、高倉萌香、中井りか、西潟茉莉奈、本間日陽、山田野絵
  - 研究生：加藤美南
- STU48[31]
  - 石田千穂、岩田陽菜、瀧野由美子、薮下楓
- CGM48
  - 伊豆田莉奈
- AKB48 Team TP
  - 阿部マリア

元メンバー
冠番組として出演者がAKB48をメインとしたAKB48グループのメンバーなので、AKB48グループを卒業すると番組降板となる。収録済み分が卒業後に放映されることはある。
※所属は最終所属日時点
- AKB48
  - チームA：大江朝美、大島麻衣、川崎希、駒谷仁美、佐藤由加理、戸島花、中西里菜、前田敦子、佐藤夏希、仁藤萌乃、河西智美、中塚智実、篠田麻里子、仲俣汐里、菊地あやか、片山陽加、森川彩香、川栄李奈、松井咲子、西山怜那、高橋みなみ、岩田華怜、平田梨奈、前田亜美、小笠原茉由、島崎遥香、大和田南那、中村麻里子、小嶋陽菜、後藤萌咲
  - チームK：大堀恵、野呂佳代、小野恵令奈、米沢瑠美、増田有華、仲谷明香、松原夏海、板野友美、秋元才加、大島優子、佐藤亜美菜、鈴木紫帆里、高城亜樹、永尾まりや、石田晴香、相笠萌、中田ちさと、鈴木まりや、島田晴香、田野優花、藤田奈那、野澤玲奈、小嶋真子
  - チームB：浦野一美、小原春香、奥真奈美、平嶋夏海、小森美果、野中美郷、倉持明日香、橋本耀、内田眞由美、内山奈月、小林香菜、岩佐美咲、梅田綾乃、大島涼花、田名部生来、木﨑ゆりあ、渡辺麻友、小嶋菜月、高橋朱里、竹内美宥
  - チーム4：森杏奈、髙島祐利奈、小林茉里奈、土保瑞希、前田美月、名取稚菜、西野未姫、岡田彩花、飯野雅、大川莉央、田屋美咲
  - チーム8：岩﨑萌花、早坂つむぎ、谷口もか、長久玲奈、横道侑里、人見古都音、中野郁海、谷川聖、佐藤栞、山田菜々美
  - 研究生：庄司なぎさ、梅本和泉、播磨七海
  - ドラフト研究生：神山莉穂、勝又彩央里
  - 大人AKB48：塚本まり子
  - バイトAKB：鈴木優民
- SKE48
  - チームS：新海里奈、高井つき奈、桑原みずき、高田志織、平松可奈子、矢神久美、向田茉夏、出口陽、佐藤実絵子、宮澤佐江、矢方美紀、東李苑、竹内舞、二村春香、大矢真那、後藤理沙子、一色嶺奈
  - チームKII：小木曽汐莉、秦佐和子、古川愛李、石田安奈、矢作有紀奈、小畑優奈、松村香織
  - チームE：上野圭澄、井口栞里、松井玲奈、柴田阿弥、木本花音、佐藤すみれ
- NMB48
  - チームN：福本愛菜、小谷里歩、西村愛華、上西恵、薮下柊、須藤凜々花、市川美織、山本彩、三田麻央
  - チームM：肥川彩愛、山田菜々、木下百花
  - チームBII：梅田彩佳、渡辺美優紀、山口夕輝、藤江れいな、矢倉楓子、沖田彩華、城恵理子
- HKT48
  - チームH：菅本裕子、穴井千尋、若田部遥、岡本尚子、山本茉央、指原莉乃、兒玉遥
  - チームKIV：岡田栞奈、多田愛佳
  - チームTII：松田祐実
- NGT48
  - チームNIII：北原里英
  - 一期生：山口真帆
- JKT48
  - チームJ：仲川遥香
  - チームKIII：ノフィンタ・ディニ、近野莉菜

### 主なゲスト・その他の出演者
※芸名・肩書き等は出演時のもの
- 藤井恒久（日本テレビアナウンサー） - 主にコーナー進行役・ドッキリ仕掛け人で出演。
- 菅谷大介（日本テレビアナウンサー） - 主にモニタリングまたはコーナー進行役・ドッキリ仕掛け人で出演。
- SDN48：梅田悠、小原春香、近藤さや香、佐藤由加理、芹那、なちゅ[注釈 5]
- 金成徳 - 大堀恵担当のマネージャー。大堀に関する企画などで度々出演。また北海道出身のため、大島麻衣卒業マラソン企画（豊平川ハーフマラソン）では北海道ガイドを務め大会にも参加した。
- イジリー岡田 - 「ザ・イロ萌えア」「次世代若手メンバー 裏プロフィール大調査!」「AKB48vs乃木坂46 プライドをかけた仁義無き戦い!」などに出演[注釈 6]。
- アイドリング!!!：加藤沙耶香、遠藤舞、江渡万里彩、外岡えりか、谷澤恵里香、横山ルリカ、森田涼花、長野せりな、酒井瞳、菊地亜美 - AKB48とアイドリング!!!のコラボレーション企画で出演。
- トレンディエンジェル - 「AKB検定」に芸能人代表として出場。「萌え大喜利で萌えさせろ!グループ対抗女子力決定戦!」では審査員として出演。
- 萩原伸咲 - 鑑識機器メーカー代表取締役。「ショージキ将棋」にて嘘発見器の操作と解説を担当。
- 島田秀平 - 「ラッキーガール&アンラッキーガールランキング」手相判定員。
- 平野了 - アコム陸上競技部コーチ。ハーフマラソンに出場する大島麻衣らを指導。
- 有吉弘行 - 「クッキングスタディアム」でゲスト審査員として出演。
- 植松晃士 - 「AKB48私服コレクション」審査員[33]。
- 小橋建太 - 「ザ・AKBEST10」で倉持明日香が披露した「小橋の小話」が縁で倉持らをプロレスリング・ノアの試合に招待、その模様が放送された。
- 如月音流 - 「メール美人コンテスト」のコメンテーターとして出演。
- オードリー - 「クッキングスタディアム」でゲスト審査員として出演。
- 清水康明 - 鑑識機器メーカー代表取締役。「ショージキ将棋」にて嘘発見器の操作と解説を担当。
- 新選組リアン - 「クッキングスタディアム」でゲスト審査員として出演。
- フルーツポンチ - 「クッキングスタディアム」でゲスト審査員として出演。
- ロバート・パティンソン - 「芸能界の皆さんをAKB48のファンにしちゃうぞ大作戦」としてインタビューを敢行。
- クリス・ワイツ - 映画監督としてロバート・パティンソンに同行。
- ダンディGO - ノースリーブスCD発売記念イベントで小嶋のテーブルクロス引きの指導を担当。
- 阿部祐二 - 「スッカリ!」リポーターとして出演。
- デーブ・スペクター - ハリウッドスターのインタビュー術を伝授。
- アンジェリーナ・ジョリー - 「芸能界の皆さんをAKB48のファンにしちゃうぞ大作戦」でインタビュー。
- 山口達也（当時:TOKIO） - メインパーソナリティーとしてAKB48と共演した『24時間テレビ33 「愛は地球を救う」ありがとう〜今、あの人に伝えたい〜』の放送に先立ってゲスト出演。
- びびこ - 「AKB48 ラッキーガールランキング2011」に「最強開運軍団」の1人として登場した祈祷師。「会いたかった♥ 自分が知らないもう一人の自分!」にも出演している。
- Dr. ZUMA - 「AKB48 ラッキーガールランキング2011」に「最強開運軍団」の1人として出演。
- 楽しんご - 「AKB48 ラッキーガールランキング2011」に「最強開運軍団」の1人として出演。
- アジャ・コング - 「ムチャぶりドッジボール」のプロレス技要員として出演。「答えし者は救われる おしおきゲーム早押しクイズ」にも出演している。
- 白鳥久美子（たんぽぽ） - 「私立イケメン学園」に出演。
- 佐久間一行 - 「ムチャぶりドッジボール」でムチャぶりの一環としてネタを披露。
- ホルスタイン・モリ夫（モリマン） - 「私立イケメン学園」に出演。
- NON STYLE
  - 石田明 - 「手紙で伝える はじめてのありがとう」にサプライズゲストとして出演。
- 平成ノブシコブシ - ドッキリ企画仕掛け人で出演。偽新MC役。
- 湯浅順司 - Sizuk Entertainment株式会社 代表取締役社長。「DIVAチャン」「全力バンド選手権」審査員として出演[34]。
- 高橋ジョージ - 「DIVAチャン」審査員として出演。
- 平尾昌晃 - 「DIVAチャン」審査員長として出演[34]。
- 北村洋平（かいわれ） - 「ザ・AKB検定」「第4回選抜総選挙ハイライト」にAKB48大好き芸人として出演。「AKB48はもしも偽メンバーが収録に混ざっていたら気付くのか?」「どうなる? 第5回選抜総選挙 緊急討論会」でも識者ゲストとして出演[35][36]。
- ジェントル（ミルククラウン） - 「ザ・AKB検定」「第4回選抜総選挙ハイライト」にAKB48大好き芸人として出演。「AKB48はもしも偽メンバーが収録に混ざっていたら気付くのか?」でもパネラーを務める[35]。
- ボン溝黒（カナリア） - 「ザ・AKB検定」「第4回選抜総選挙ハイライト」にAKB48大好き芸人として出演。「AKB48はもしも偽メンバーが収録に混ざっていたら気付くのか?」「ドラフト会議候補者29名 1問29答」「どうなる? 第5回選抜総選挙 緊急討論会」などでも識者ゲストとして出演[35][36]。
- 宮本亜門 - 「ミュージカル『ウィズ』オーディション」（2012年）、「ミュージカル『THE WIZ』オーディション」（2014年）に出演。
- 小林よしのり - 漫画家。「緊急生放送!AKB48ドラマ総選挙」ゲスト。「どうなる? 第5回選抜総選挙 緊急討論会」では識者ゲストとして出演。「萌え大喜利で萌えさせろ!グループ対抗女子力決定戦!」では審査員として出演[36]。
- 福田雄一 - 劇作家・放送作家・脚本家・演出家・映画監督。「緊急生放送!AKB48ドラマ総選挙」ゲスト。「どうなる? 第5回選抜総選挙 緊急討論会」では識者ゲストとして出演[36]。
- 宇野常寛 - 評論家。「どうなる? 第5回選抜総選挙 緊急討論会」に識者ゲストとして出演。「萌え大喜利で萌えさせろ!グループ対抗女子力決定戦!」では審査員として出演[36]。
- 青木宏行 - 「Flashスペシャル」（光文社）編集長。「どうなる? 第5回選抜総選挙 緊急討論会」に識者ゲストとして出演。「萌え大喜利で萌えさせろ!グループ対抗女子力決定戦!」などでは審査員として出演[36]。
- 青木源太（日本テレビアナウンサー） - 「どうなる? 第5回選抜総選挙 緊急討論会」に識者ゲストとして出演。「私たちをAKBINGO!にもっと出して欲しい緊急会議」にも出演している[36][37]。
- 岡田隆志 - アイドル情報サイト『スクランブルエッグ』編集長。「ドラフト会議候補者29名 地上波初登場!」にゲストとして出演。
- 瀬津真也 - 日刊スポーツ新聞社・記者。「ドラフト会議候補者29名 地上波初登場!」にゲストとして出演。
- 安藤翔（日本テレビアナウンサー） - 「ドラフト会議候補者29名 地上波初登場!」に天の声として出演。
- アッサー!澤木 - 「徹底検証! 岡田奈々はどこまでマジメなのか!?」内の「偽ディレクターのありえない演出どこまで従うのか?」に仕掛け人として出演。「西野未姫は本当にヘタレじゃないのか 大検証inよみうりランド」にも出演している。
- ゲッターズ飯田 - 占い師タレント。「ラッキーガールランキング」に四柱推命による運勢鑑定員として出演。
- 乃木坂46：秋元真夏、生田絵梨花、生駒里奈[注釈 7]、衛藤美彩、桜井玲香、白石麻衣、高山一実、永島聖羅、西野七瀬、深川麻衣、松村沙友理、若月佑美 - 「AKB48vs乃木坂46 プライドをかけた仁義無き戦い!」に出演[38][39]。
- テツandトモ - 「ムチャぶりドッジボール」に出演。「輝け! 第1回コイウタ大賞!」、「輝け! 第2回コイウタ大賞」にも出演している。
- どぶろっく - 「輝け! 第1回コイウタ大賞」、「輝け! 第2回コイウタ大賞」、「輝け! 第3回コイウタ大賞」、「輝け! 第4回コイウタ大賞」に出演[40][41]。
- アナログタロウ - 「輝け! 第1回コイウタ大賞」、「輝け! 第2回コイウタ大賞」、「輝け! 第3回コイウタ大賞」、「輝け! 第4回コイウタ大賞」に出演。
- 有村昆 - 映画コメンテーター。「第1回 妄想ドラマフェスティバル」、「第2回 妄想ドラマフェスティバル」に出演[42][43]。

佐田の妻は「AKB48vs佐田正樹 5番勝負」、「佐田宅で打ち上げパーティー開催!!」に出演。大溝の母は大溝との再会企画で「目指せ!100発100チュー 本物を的チューせよ!」に出演。大溝の父は当初「ザ・イロ萌えア」の判定員として出演し、その後バッドボーイズが秋元、倉持の2人に福岡を案内する企画で、自宅を取材された。

## 主なコーナー
AKB48ニュース（初出：2008年10月2日）
AKB48および姉妹グループの告知を行うコーナーで、エンディング前にほぼ毎回放送。過去には「AKBニュース」「AKB48活動日誌」のタイトルが使われていた。
最高齢アイドル 大堀めしべ25歳 ソロ・デビューへの道（初出：2008年10月2日）
『AKB0じ59ふん!』から引き継がれた企画。大堀恵が「大堀めしべ」としてソロデビューすることを受けて、卒業をかけてノルマに挑む様子を追ったドキュメント企画。全9回。
目指せ!100発100チュー 本物を的チューせよ!（初出：2008年10月9日）
『AKB0じ59ふん!』から引き継がれた企画。一見実在するかしないか際どい物事が5つ用意され、どれが架空の物かを当てる。ネズミに扮したメンバーが選択肢に対応したボックス（ネズミの巣を模したもの）に入り、不正解なら全員の頭上から粉が降ってくる。4人全員が正解できればご褒美スイーチュ（スイーツ）が食べられる。
ファーストワードバトル!! （初出：2008年10月23日）
注文されたセット（頭文字と3つのお題）でしりとりを制限時間以内で完成させ、チーム内の誰かが失敗するまで続ける2ラウンド制バトル。解答できないと顔面に高圧の炭酸ガスが噴射される。舞台設定や衣装は「バトルバーガーショップ」に受け継がれた。
落としちゃやーよ♥ タリナイ48（初出：2008年12月4日）
『AKB0じ59ふん!』から引き継がれた企画。知名度の高い商品や風景などの写真の一部分をCGで消去あるいは差し替えされた画像を見て、実物とどの部分が足りないのかを言い当てる。不正解の場合は「タリナイ君」に粉の中に突き落とされる。バッドボーイズに代わって大島麻衣が司会を務めた。後にアイドリング!!!をゲストに迎えた特別版が放送された。大島麻衣が出演していないときには、大島優子が代理で司会を務めた。
ズレちゃやーよ ジョシ・ジョーシキ5（初出：2009年1月30日）
お題に対する街角アンケートで上位5つまでに入っているものを言い当てる。答えを書くと解答席がスクロールし、5位以内に入っていれば該当順位の場所で止まるが、6位以下の場合は世間の感覚とずれた「ズレン女」として顔にパイがぶつけられる。当初は7位以内を当てる企画で、タイトルも「ズレちゃやーよ ジョシ・ジョーシキ7」であった。全5回。
No.1メンバーは誰だ! THE エケベガス（初出：2009年3月12日）
解答者は各競技（コスプレ障害物競走や1対1のガチンコバトルなど）で出場選手のうち誰が勝つかを予想し、その合計点を競う。このコーナーでは大島優子がディーラー役でMCを務める一方で、大溝は解答者として参加している。競技の一部は「AKBeginner」内の企画や「リバウンドガール選手権」でも実施されている。HKT48とのグループ対決という形で、2010年9月30日以来4年ぶりに復活した2014年10月22日放送では、ディーラー役は卒業した大島に代わって峯岸みなみが務めた。
ウソ発見器で本音を暴け! ショージキ将棋（初出：2009年4月30日）
1対1対戦形式のゲーム。対戦相手に対する質問を7個（開始当初は10個）用意し、攻め手は番号の書かれた駒を盤上に打ち、番号の質問を相手にぶつける。守り手は全ての質問に「いいえ」と答える。体に接続された嘘発見器（キーラー・ポリグラフ）の針が反応すれば攻め手が一本奪取となり、三本先取したほうの勝ちとなる。両選手をよく知るメンバーが解説員を務める。対戦相手とひな壇メンバーは、事前に質問の内容を知らされていない。
ラッキーガールランキング（初出：2009年5月7日）
年初に行われる企画。メンバーの手相から1年間の運勢を占い、ランキング付けする。2012年以降はスタジオ参加メンバーだけでなく、日本国内のAKB48グループ全正規メンバーが対象となっている。
フレーズミュージアム（初出：2009年5月14日）
視聴者投稿型コーナー。「聞く者を恍惚とさせる言葉だけを集めた美術館」という舞台設定で、絵画を模したセットでメンバー2人がお題に沿って視聴者から寄せられた言われたい一言を再現する。画家に扮した大溝によって、独断で判定され、採用されないと顔に落書きをされる。
ザ・AKBEST10（初出：2009年5月28日）
メンバーの得意技を募集し、それにスタッフが点数を付けて10位までをランキング形式で発表。5位までが実際に技を披露する。例外として、今週のスポットライトと題して、ベスト10に入らなかったものの、注目を浴びている人が技を披露することもあった。佐田がグレ宏、峯岸が峯柳徹子として司会を担当した。SPでは過去の名場面を振り返る特別版「ザ・AKBEST20」が放送された。また「AKBeginner」内でも同様の企画が放送されている。
料理を楽しくお勉強! クッキングスタディアム（初出：2009年6月4日）
紅白6人ずつのチームで料理に挑戦する。調理は3つの工程に分かれており、2人ずつでそれぞれを担当する。レシピは一部分が隠されているため、部分的に自分で考えなければならない箇所がある。家庭科教員免許を持つ大堀が大堀野レミとして解説を担当。勝敗はゲスト審査員の判断で決まる。
AKB48私服コレクション（初出：2009年6月25日）
与えられたシチュエーションで好きな異性にアピールするためのファッションの出来栄えを競う。出場者は自らの私服をコーディネートする。その後、審査員の植松晃士によって「モテ」「ちょいモテ」「ちょいおブス」「おブス」の4段階で評価を受ける。
犯人を捜せ! ザ・AKBプロファイリング（初出：2009年9月24日）
ADが何者かに殺されたという設定で、容疑者5人を集め、解答者はチームに分かれ、捜査線上に浮かび上がった犯人の家がどの容疑者のものかを推理する。VTRに登場するのはメンバーの自宅・自室である。メンバー2人が婦人警官役でアシスタントを務め、佐田は捜査主任警部として刑事コロンボ風のトレンチコート姿。大溝は解答者となる。
48秒戦隊エケレンジャー（初出：2009年10月1日）
エケレッド（渡辺）、エケイエロー（宮崎）、エケブルー（小野）とエケグリーン（小森・多田）、エケオレンジ（佐藤す・奥）からなるヒーロー戦隊。地球を真っ白な灰にしようと企むホワイトサタン（大溝）に捕まったメンバーを救出するために、出されたお題を48秒以内にクリアしなければならず、救出に失敗した場合は人質が粉で真っ白にされてしまう。全5話。
ムチャぶりドッジボール（初出：2010年2月4日）
紅白に分かれてのドッジボール。当てられた選手はプレー前に「おみくじマシーン」で決められたムチャぶりを実行しなければならない。ムチャぶりには外見や味に強烈なインパクトにある料理（通称：ゲテモノ）を食すものや苦痛を伴うもの、辱めを受けるものなどさまざまなバリエーションがある。
DANSO甲子園（初出：2010年3月11日）
各プレーヤーが男装をして、シチュエーションに合わせた寸劇を披露し、メンバーによる支持数を競う。
時間（タイム）プレッシャー! バトルバーガーショップ（初出：2010年9月2日）
佐田の「ボスバーガー」と大溝の「キヨタッキー」という隣接するファーストフード店の抗争という設定で2チームに分かれて競う。勝負はお題に連想するヒントを与え、最後の解答者を正解に導く「連想ファストワード! コトバーガー」と一筆書きの絵を合わせてお題を答える「いっぴつオーダー! イラストレイ」などでどちらかが3問先取した時点で終了。正解できなかった場合や、NGワードを言った場合は、解答者の顔面に高圧の炭酸ガスが噴射される。
AKB48で一番歌が上手いのは誰だ!? DIVAチャン（初出：2012年3月8日）
AKB48グループメンバーで一番歌が上手いのは誰かをガチで決める企画。自分で選んだ最も自信のある曲で対戦する。また、AKB48の歌（姉妹グループメンバーの曲なども含む）は歌ってはいけない。審査員3名のトーナメント戦で行われ、一番歌が上手いメンバーの札を上げて勝敗を決める。第3回からタイトルが「DIVAチャン」から「ディバチャン」に変更された。
第1回・第2回チャンピオン:岩佐美咲、第3回チャンピオン:古畑奈和、第4回チャンピオン:小田えりな
ご指名アンサー! 答えてトーゼン!!（初出：2012年7月5日）
ディーラー役1人とプレイヤー5人の計6人で挑戦。ディーラー役のメンバーが、自分自身に関する問題を出題。ディーラー役が解答者を指名し、解答者が不正解の場合、顔にクリームを撃ち込まれる。不正解が2問以内ならクリア、3問不正解でディーラー役もアウトとなり、その顔にクリームが2発撃ち込まれる。
慕われ先輩No.1は誰だ! 人望ハイ&ロー!（初出：2012年7月19日）
先輩メンバー5人をメインに行う企画。スタジオ不在者も含めた後輩メンバーに事前にメインの5人の人間性についてアンケートを行い、5人を順位付けする。まず3位のメンバーが発表されて「ザ・平均」席に着席。残りのメンバーは自分の順位を3位よりも上位か下位かを予想し、上段の「ハイ」席か下段の「ロー」席に着席する。不正解者の顔面には高圧の炭素ガスが噴射される。
答えし者は救われる おしおきゲーム早押しクイズ（初出：2014年6月11日）
鉄板おしおきゲームの名前を答えるクイズ。早押し形式で行われる。正解者がおしおきルーレットを回し、選ばれたメンバーはおしおきを受けなければならない。

## 主題歌・挿入歌
- オープニング
  - 会いたかった[注釈 179]
- 『AKB48ニュース』オープニング
  - BINGO!
- 挿入歌
  - 甘い股関節（大堀恵）

## ネット局
| 放送対象地域   | 放送局                | 系列           | 放送時間                    | ネット状況 | 放送開始日     | 脚注                                                |
| -------------- | --------------------- | -------------- | --------------------------- | ---------- | -------------- | --------------------------------------------------- |
| 関東広域圏     | 日本テレビ（NTV）     | 日本テレビ系列 | 水曜0:59 - 1:29（火曜深夜） | 制作局     | 2008年10月2日  | [ 注釈 180 ]                                        |
| 新潟県         | テレビ新潟（TeNY）    | 日本テレビ系列 | 水曜0:59 - 1:29（火曜深夜） | 同時ネット | 2010年10月5日  | [ 注釈 180 ] [ 注釈 181 ] [ 注釈 182 ]              |
| 福岡県         | 福岡放送（FBS）       | 日本テレビ系列 | 水曜1:29 - 1:59（火曜深夜） | 遅れネット | 2010年10月6日  | [ 注釈 180 ] [ 注釈 182 ] [ 注釈 183 ] [ 注釈 184 ] |
| 香川県・岡山県 | 西日本放送（RNC）     | 日本テレビ系列 | 金曜2:29 - 2:59（木曜深夜） | 遅れネット | 2010年11月17日 | [ 注釈 185 ] [ 注釈 186 ] [ 注釈 187 ]              |
| 長崎県         | 長崎国際テレビ（NIB） | 日本テレビ系列 | 土曜2:25 - 2:55（金曜深夜） | 遅れネット | 2010年10月6日  | [ 注釈 188 ] [ 注釈 189 ]                           |
| 広島県         | 広島テレビ（HTV）     | 日本テレビ系列 | 土曜2:15 - 2:45（金曜深夜） | 遅れネット | 2011年4月21日  | [ 注釈 190 ] [ 注釈 191 ]                           |

### 過去のネット局
| 放送対象地域 | 放送局                  | 系列                                         | 放送時間                    | ネット状況 | 放送期間                       | 脚注                                   |
| ------------ | ----------------------- | -------------------------------------------- | --------------------------- | ---------- | ------------------------------ | -------------------------------------- |
| 長野県       | テレビ信州（TSB）       | 日本テレビ系列                               | 木曜0:29 - 0:59（水曜深夜） | 同時ネット | 2010年12月3日 - 2012年3月29日  | [ 注釈 192 ]                           |
| 秋田県       | 秋田放送（ABS）         | 日本テレビ系列                               | 日曜1:20 - 1:50（土曜深夜） | 遅れネット | 2011年4月2日 - 2011年6月26日   | [ 注釈 193 ]                           |
| 山形県       | 山形放送（YBC）         | 日本テレビ系列                               | 日曜 16:25 - 16:55          | 遅れネット | 2011年4月10日 - 2013年3月24日  | [ 注釈 194 ]                           |
| 徳島県       | 四国放送（JRT）         | 日本テレビ系列                               | 火曜0:53 - 1:23（月曜深夜） | 遅れネット | 2011年10月4日 - 2013年3月26日  | [ 注釈 195 ]                           |
| 山梨県       | 山梨放送（YBS）         | 日本テレビ系列                               | 水曜 16:23 - 16:53          | 遅れネット | 2011年4月7日 - 2013年3月27日   | [ 注釈 196 ]                           |
| 鹿児島県     | 鹿児島読売テレビ（KYT） | 日本テレビ系列                               | 月曜1:50 - 2:20（日曜深夜） | 遅れネット | 2010年10月8日 - 2013年9月      | [ 注釈 197 ]                           |
| 石川県       | テレビ金沢（KTK）       | 日本テレビ系列                               | 木曜0:59 - 1:34（水曜深夜） | 遅れネット | 2011年4月14日 - 2016年3月31日  | [ 注釈 198 ] [ 注釈 199 ]              |
| 福島県       | 福島中央テレビ（FCT）   | 日本テレビ系列                               | 木曜1:29 - 1:59（水曜深夜） | 遅れネット | 2011年4月21日 - 2016年3月31日  | [ 注釈 180 ] [ 注釈 200 ]              |
| 愛媛県       | 南海放送（RNB）         | 日本テレビ系列                               | 木曜1:35 - 2:05（水曜深夜） | 遅れネット | 2010年10月21日 - 2016年9月29日 | [ 注釈 201 ]                           |
| 北海道       | 札幌テレビ（STV）       | 日本テレビ系列                               | 月曜1:55 - 2:25（日曜深夜） | 遅れネット | 2010年10月4日 - 2017年4月17日  | [ 注釈 202 ]                           |
| 中京広域圏   | 中京テレビ（CTV）       | 日本テレビ系列                               | 火曜0:59 - 1:29（月曜深夜） | 遅れネット | 2008年10月8日 - 2017年9月26日  | [ 注釈 203 ]                           |
| 宮城県       | ミヤギテレビ（MMT）     | 日本テレビ系列                               | 木曜1:29 - 1:59（水曜深夜） | 遅れネット | 2011年9月22日 - 2017年9月27日  | [ 注釈 180 ] [ 注釈 182 ] [ 注釈 204 ] |
| 沖縄県       | 琉球放送（RBC）         | TBS系列                                      | 月曜1:50 - 2:20（日曜深夜） | 遅れネット | 2010年10月6日 - 2014年9月29日  | [ 注釈 205 ]                           |
| 大分県       | 大分放送（OBS）         | TBS系列                                      | 木曜1:25 - 1:55（水曜深夜） | 遅れネット | 2010年10月2日 - 2018年9月27日  | [ 注釈 206 ] [ 注釈 207 ]              |
| 宮崎県       | テレビ宮崎（UMK）       | フジテレビ系列 日本テレビ系列 テレビ朝日系列 | 日曜1:35 - 2:05（土曜深夜） | 遅れネット | 2011年5月8日 - 2014年10月12日  | [ 注釈 208 ]                           |

## スタッフ
- 企画協力：秋元康
- 構成：桝本壮志（吉本興業）、三田卓人、渡辺陽介、石田ケント
- TM：村上正
- SW：村松明
- CAM：津野祐一、加美山稔、早川智晃
- AUD：白水英国、太田黒健至（不定期交代）
- VE：鈴木昭博
- 照明：小笠原雅登、正田悠斗、藤山真緒、横山杏奈（不定期交代）
- 美術協力：日テレアート
- 技術協力：NiTRo
- 美術：上條宏美
- デザイン：波多野真理
- TK：竹島祐子
- 音効：中村家次郎
- 編集：杉本啓二（イカロス）
- MA：佐渡吉志広、田口修嗣、梶山恭一（スタジオヴェルト）
- ナレーター：岩見聖次[注釈 209]（クレイジーボックス）
- 衣装協力：LAUNDRY （不定期[注釈 210]）
- 協力：AKS
- 制作協力：E company、acro
- AP：鎌田織恵、入江将也
- AD：崎浜彩乃、奥田鷹章、月阪勇舞
- デスク：富重裕子
- ディレクター：吉岡大介（岩立沙穂推し）、中島彰人、澤田親宏、流郷敏隆、中尾光佐、平澤賢宗
- 演出：渡辺春佳、藤原耕治
- プロデューサー：井原亮子（一時離脱→復帰）、福田一寛、村上早苗、小松愛
- チーフプロデューサー：納富隆治
- 製作著作：日本テレビ

### 過去のスタッフ
- 構成：オクショウ
- TM：古川誠一、今村公威、保刈寛之
- VE：笈川太、石野太一
- 美術：高津光一郎
- デザイン：栗原純二
- 音効：古野達生、高取謙（Thee BLUEBEAT）
- MA：奥田幸裕（スタジオヴェルト）
- ロケ技術：スウィッシュ・ジャパン
- 技術協力：パワービジョン、池田屋
- 編成：中川学、松隅美和、小野隆史、吉無田剛、渡瀬慶吾
- 広報：立柗典子、友定紘子、鎌田淳平
- 営業：阿部真一郎、八田元彦、中西健、吉田和生、古市幸子
- TK：桜井えみこ
- デスク：寺田まゆみ、小原麻実
- AP：内藤梨恵子、山田愛子、井上紗由美
- AD：稲葉哲典[注釈 211]、輿石将太、花塚増央、吉田愛
- ディレクター：小岩井佑樹、吉濱明秀、森栄一郎（オンリー・ワン）、宇野慎也[注釈 212]、八島崇行、上本昌弘、野上貢、山下朋洋、師岡靖成
- 演出：小俣猛、寺野慎一郎、藤井良記（以前はプロデューサー、一時離脱。[注釈 213]）
- コンテンツプロデューサー：毛利忍（以前は企画編成 →演出・プロデューサー）
- プロデューサー：佐々木俊勝、環真吾、遠藤正累、前田直敬、瀬戸口正克、齋藤匠、渡邊崇士
- 統括(轄)プロデューサー：森實陽三、中村博行、倉田忠明
- チーフプロデューサー：面高直子、福田博之、藤井淳、安岡喜郎、伊東修、糸井聖一

## AKBINGO!NEO

### 出演者
MC
- ウーマンラッシュアワー（村本大輔・中川パラダイス）[注釈 214]

メンバー
- 第1回
大竹ひとみ、岡田奈々、岡部麟、小栗有以、倉野尾成美、佐々木優佳里、下口ひなな、下尾みう、橋本陽菜、村山彩希、山内瑞葵、横山由依[8][290]
  - スペシャル解説（声のみの出演） - 柏木由紀、向井地美音
- 第2回
村山彩希、岡田奈々、橋本陽菜、下尾みう、小栗有以、大竹ひとみ、馬嘉伶、岡部麟、吉川七瀬、山内瑞葵、横山由依、向井地美音、倉野尾成美、歌田初夏、石綿星南、福岡聖菜、佐藤美波[291]
- 第3回
橋本陽菜、石綿星南、村山彩希、岡田奈々、大竹ひとみ、小栗有以、倉野尾成美、黒須遥香、岩立沙穂、向井地美音、馬嘉伶、下尾みう、行天優莉奈、山内瑞葵、坂口渚沙、岡部麟、小田えりな、吉川七瀬[292][293]

### 放送日程
| 回 | 放送日         | 放送時間                     | 放送内容・テーマ                                                                    | ゲスト その他の出演者                               | ライブ               |
| -- | -------------- | ---------------------------- | ----------------------------------------------------------------------------------- | --------------------------------------------------- | -------------------- |
| 1  | 2021年3月31日  | 水曜0:30 - 1:30 （火曜深夜） | - ムチャぶりドッジボール - ウーマンさんお久しぶりです 1年半でここが変わりました〜！ |                                                     | 「離れていても」     |
| 2  | 2021年7月21日  | 水曜0:30 - 1:30 （火曜深夜） | - 私服コレクション2021 - 胸キュンゼリフ                                             | 植松晃士、青木宏行                                  | 「失恋、ありがとう」 |
| 3  | 2021年12月30日 | 木曜0:00 - 1:00 （水曜深夜） | - Kyun-1グランプリ2021                                                              | ゲストMC：ジャングルポケット 審査員ゲスト：青木宏行 | 「根も葉もRumor」    |

### 放送局
| 放送対象地域 | 放送局   | 放送時間               | 放送開始日    | 備考        | 脚注 |
| ------------ | -------- | ---------------------- | ------------- | ----------- | ---- |
| 日本全域     | BS日テレ | 上記「放送日程」を参照 | 2021年3月31日 | BS/BS4K放送 |      |

## 関連書籍
- AKBINGO! オフィシャルBOOK（2010年4月30日、日本テレビ放送網） - ISBN 9784820300540